# بائوده سفلی
بائوده سفلی، روستایی است از توابع بخش مرکزی شهرستان محمودآباد در استان مازندران ایران.مردم این روستا در کنار کشت برنج، به گلکاری نیز مشغولند.

## جمعیت
این روستا در دهستان اهلمرستاق جنوبی قرار دارد و براساس سرشماری مرکز آمار ایران در سال ۱۳۸۵، جمعیت آن ۵۱۷ نفر (۱۳۷خانوار) بوده‌است.